# 德爾頓鎮區 (明尼蘇達州卡頓伍德縣)
德爾頓鎮區（英語：Delton Township）是位於美國明尼蘇達州卡頓伍德縣的一個行政鎮區。

## 地方資料
德爾頓鎮區的面積為92.60平方千米，當中陸地面積為92.60平方千米，而水域面積為0.00平方千米。根據2020年美國人口普查的數據，當地共有人口131人，而人口密度為每平方千米1.41人。